# ستيفان بيترسون
ستيفان بيترسون (بالسويدية: Stefan Pettersson)‏ هو لاعب هوكي الجليد سويدي، ولد في 19 يونيو 1977 في Farsta ‏ في السويد.

## وصلات خارجية
- ستيفان بيترسون على موقع EliteProspects.com (الإنجليزية)
- ستيفان بيترسون على موقع Eurohockey.com (الإنجليزية)
- ستيفان بيترسون على موقع HockeyDB.com (الإنجليزية)